# Garay György
Garay György (Budapest, Rákospalota, 1909. december 2. – Lipcse, 1988. május 15.) hegedűművész, tanár. Érdemes művész (1953), Liszt Ferenc-díjas (1953).

## Életpályája
Szülei: Garai Jenő (1882–1949) magyar vegyészmérnök és Horváth Mária voltak. Apai nagyszülei Günsberger Sándor és Scheiber Paula, anyai nagyszülei Horváth János és Lásch Mária voltak. Zenei tanulmányait a budapesti Zeneakadémián Hubay Jenőnél (hegedű) és Weiner Leónál (kamarazene) végezte; elnyerte a Vallás- és Közoktatásügyi Minisztérium ösztöndíját.
Művészi pályájának első szakaszában főként kamaramuzsikusként vált ismertté: 1927–1930 között a Magyar Trió tagja, majd 1930–1933 között a Garay Kvartett első hegedűse volt. A világháború idején, 1940-től a Fővárosi Zenekar tagja, majd 1945–1951 között az Magyar Állami Operaház zenekarának koncertmestere. Ebben az időben kezd tanítani a Zeneakadémián. Ezzel párhuzamosan 1951-től az Állami Hangversenyzenekar koncertmestere.
Nevéhez fűződik többek között Veress Sándor, Tardos Béla, Sugár Rezső, Ránki György, Mihály András és az imént idézett Jemnitz Sándor több művének ősbemutatója, valamint más kortárs művek – ugyancsak főként az ötvenes évek közepén készített – rádiófelvétele.
Művészi sikereinek csúcsán, az 1960/61-es években a lipcsei rádiózenekar koncertmestere lett. Rendszeresen tanított a Lipcsei Zeneművészeti Főiskolán, mesterkurzusokat tartott Weimarban.
Joggal volt büszke hangszerére, a maga vásárolta Stradivarira is.